# Paul Radmilovic
Paul Radmilovic (Cardiff, 5 de marzo de 1886- Weston-super-Mare, 29 de septiembre de 1968) fue un jugador galés de waterpolo y nadador.

## Biografía
Paul nació en Cardiff en 1886, de padre serbio  de Dubrovnik originario de Boka Kotorska y madre Irlandesa. En 1928 se convirtió en el primer británico en competir en 5 juegos olímpicos.

## Clubs
- Welsh Amateur Swimming Association ( Reino Unido)
- Weston-super-Mare Swimming Club ( Reino Unido)

## Títulos
Como jugador de waterpolo de la selección de Inglaterra
- Oro en los juegos olímpicos de Amberes 1920
- Oro en los juegos olímpicos de Estocolmo 1912
- Oro en los juegos olímpicos de Londres 1908

Como nadador
- Oro en 4x200 Libres en los juegos olímpicos de Londres 1908